# Raymond (Alberta)

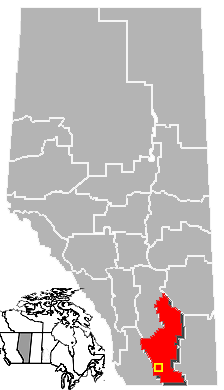
Localização de Raymond em Alberta.

Raymond é um município localizado na província de Alberta, Canadá, ao sul de Lethbridge. Sua população, em 2001, era de 3.200 habitantes.